# HMS Captain (1787)
O HMS Captain foi um navio de linha da Marinha Real Britânica. Era um navio de 3ª categoria, com 74 canhões, e foi lançado à água em 26 de Novembro de 1787 em Limehouse . 
No início das Guerras Napoleónicas, o Captain fazia parte da frota mediterrânica que ocupou Toulon em 1793 até de serem expulsos por tropas revolucionárias. Em Junho de 1796, o Capitão Horatio Nelson foi transferido do HMS Agamemnon para o Captain pelo Almirante Sir John Jervis. Nelson foi nomeado comodoro de uma esquadra que estava estacionada ao largo de Livorno, durante a invasão do norte de Itália por Napoleão. 
Em Fevereiro de 1797, Nelson reuniu-se à frota de Jervis a 25 milhas a oeste do Cabo de São Vicente na ponta sudoeste de Portugal, um pouco antes de interceptar uma frota espanhola em 14 de Fevereiro. A Batalha do Cabo de São Vicente deu fama tanto a Jervis como a Nelson. Jervis foi feito Conde de São Vicente e Nelson foi armado cavaleiro pela sua iniciativa e ousadia. Nelson viu que os navios que lideravam a frota espanhola estavam a fugir, e utilizou o Captain para quebrar a linha de combate e atacar os navios inimigos de maior dimensão. O Captain trocou uma série de bordadas com o navio líder Santísima Trinidad, de 136 canhões e quatro conveses. Mais tarde, o Captain atacou o San Nicolas de 80 canhões, que seria destruído por um ataque do Excellent, e iniciou um seu ataque ao San Jose, de 112 canhões. Com alguma dificuldade de manobra, Nelson tentou uma abordagem com o Captain ao San Nicolas mas este sinalizou a sua rendição. A captura do San Nicolas e do San Jose criou fama a Nelson e às suas técnicas de captura de navios de 1ª categoria.
O Captain foi o navio britânico mais danificado dado ter sido o que mais tempo esteve em combate. Regressaria ao serviço após reparação, e fez parte da captura de Martinica em 1809.
Mais tarde, em 1809, foi colocado em serviço portuário e, em 1813, foi acidentalmente destruído por um incêndio em Plymouth.